# Josef Koudelka Bergstein
Josef Koudelka (* 1948), někdy uváděný jako Josef Koudelka Bergstein nebo Koudelka-Bergstein, je český fotograf a herec. V 70. letech a pak znovu krátce v letech 2006–2008 byl členem Divadla Járy Cimrmana. V epizodních rolích se objevil také ve filmech Kulový blesk a Vrchní, prchni.
Ačkoliv hrál v DJC jen poměrně krátkou dobu a většinou jen menší role, stihl být zaznamenán hned na první gramofonové desce, kterou divadlu vydal Supraphon – na nahrávce hry Dlouhý, Široký a Krátkozraký jako technik „pan Koudelka“, který pronese dvě věty: „Tam sedí Maurenc“ a „Tam vždycky sedí Maurenc.“
Roku 1980 emigroval do Berlína, kde si k příjmení přidal „Bergstein“, aby se odlišil od již známého fotografa Josefa Koudelky.
V lednu 2006 ho Ladislav Smoljak pozval zpět do Cimrmanova divadla, primárně jako fotografa, ale pak ho začal obsazovat i jako herce. Podle Miloně Čepelky ale Koudelka po dlouhé pauze působil na jevišti nejistě a do kolektivu nezapadl. Pro osobní neshody ze souboru po dvou letech odešel.

## Divadelní role

#### 1976–1980
- Akt – Bedřich Síra
- Dlouhý, Široký a Krátkozraký – jevištní technik; Pocestný
- Hospoda Na mýtince – student cimrmanologie; Trachta
- Němý Bobeš – Papoušek, Bobeš
- Posel z Liptákova – Artur; Syn
- Vražda v salonním coupé – stevard

#### 2006–2008
- Dlouhý, Široký a Krátkozraký – princezna Zlatovláska
- Hospoda Na mýtince – student cimrmanologie; Trachta
- Vražda v salonním coupé – stevard[5]

Ve hře České nebe měl původně hráti postavu Maršála Radeckého, roli začal i zkoušet, ale před uvedením byl z divadla vyhozen. Jeho roli přebrali Michal Weigel a Zdeněk Škrdlant.

## Filmové role
- Kulový blesk (1978) – svatební fotograf
- Vrchní, prchni (1980) – host s odkrvenou rukou